# Kościół św. Mikołaja w Czeszewie
Kościół św. Mikołaja w Czeszewie – zabytkowy drewniany kościół parafialny w Czeszewie, w powiecie wrzesińskim, w województwie wielkopolskim.
Zbudowany w 1792 z fundacji kasztelana krakowskiego Antoniego Jabłonowskiego przez cieślę Johana Adama. Remontowany po II wojnie światowej.
Kościół jednonawowy o konstrukcji zrębowej, orientowany. Prezbiterium węższe od nawy, zamknięte trójbocznie z boczną zakrystią od strony północnej. Przy nawie od południa kruchta. Dach dwukalenicowy, kryty gontem z czworoboczną wieżyczką na sygnaturkę, zwieńczoną barokowym blaszanym hełmem z latarnią. Wewnątrz płaski strop wspólny dla nawy i prezbiterium. Ołtarz główny i dwa boczne późnobarokowe z końca XVIII wieku. Przed prezbiterium belka tęczowa z grupą pasyjną z figurami późnogotyckimi z pierwszej połowy XVI wieku, krucyfiksem późnobarokowym z końca XVIII wieku i datą budowy 1792. We wnętrzu znajduje się chrzcielnica i konfesjonał z przełomu XIX i XX wieku, późnogotycka rzeźba Matki Boskiej z Dzieciątkiem z ok. 1440, epitafium powstańca Juliusza Łukaszewicza poległego w bitwie pod Książem w 1848. Od strony głównego wejścia chór muzyczny. Polichromia z początku XX wieku o ornamencie roślinnym i przedstawieniami (w medalionach) świętego Wojciecha i Stanisława. Wolnostojąca dzwonnica drewniana – stojak – z ok. 1792, kryta gontowym dachem dwuspadowym. W pobliżu kościoła plebania z 1843 i dom parafialny z 1931.